# Gnjilanski okrug
Gnjilanski okrug  (albanski: Qarku i Gjilanit, srpski: Гњилански округ) je okrug na Kosovu. Sjedište je u Gnjilanima.

## Podjela
Okrug se djeli na tri općine:
- Gnjilane
- Kosovska Kamenica
- Vitina